# تیم دوچرخه‌سواری ویلیر تریستینا
تیم دوچرخه‌سواری ویلیر تریستینا (ایتالیایی: Wilier Triestina) یک تیم دوچرخه‌سواری در کشور ایتالیا بوده.
این تیم در سال ۱۸۴۶ تأسیس و در سال ۱۹۵۱ منحل شده‌است. این تیم در سال‌های ۱۹۴۸ و ۱۹۴۹ قهرمان بخش تیمی جیرو دیتالیا شده‌است.